# Z życia wzięte
Z życia wzięte – dwutygodnik z segmentu real life, wydawany od września 1995 roku przez Phoenix Press Media we Wrocławiu.
Czasopismo jest skierowane do kobiet powyżej 35. roku życia. W każdym numerze zawartych jest 11 historii, porady (m.in. zdrowotne i prawne), krzyżówki z nagrodami, humor i horoskop. Artykuły poruszają sprawy typowe dla współczesnej kobiety.